# Derostenus alcetas
Derostenus alcetas är en stekelart som beskrevs av Walker 1843. Derostenus alcetas ingår i släktet Derostenus och familjen finglanssteklar. Inga underarter finns listade i Catalogue of Life.